# Johannes Kandel
Johannes Kandel (* 7. Februar 1950 in Berlin) ist ein deutscher Politikwissenschaftler und Historiker. Er war bis zum Ende seiner beruflichen Laufbahn (2014) Dozent und Akademiedirektor im Bereich Politische Erwachsenenbildung bei der Friedrich-Ebert-Stiftung in Freudenberg (Siegerland), Saarbrücken, Bonn und zum Schluss in Berlin.

## Laufbahn
Johannes Kandel studierte Politikwissenschaft und Geschichte an der Freien Universität Berlin. Nach dem Staatsexamen 1976 war er Mitarbeiter von Fritz Vilmar am Otto-Suhr-Institut und Doktorand bei Hans-Dietrich Loock im Fachbereich Geschichtswissenschaft, einem Experten für die nationalsozialistische Bewegung in Norwegen und neuerer Kirchengeschichte. 1978 erhielt Kandel eine Anstellung bei der Friedrich-Ebert-Stiftung (FES) als Dozent für Politische Erwachsenenbildung. Von 1978 bis 1988 war er Dozent an der Gustav-Heinemann-Akademie der FES in Freudenberg. Von 1988 bis 1991 war er Direktor der Elisabeth-Selbert-Akademie der FES in Saarbrücken, danach bis 1992 Projektmitarbeiter („Lernen für die Demokratie“) in Bonn.
1989 promovierte Johannes Kandel in Politikwissenschaft bei Gesine Schwan am Otto-Suhr-Institut der Freien Universität mit einer Arbeit über „Protestantischen Sozialkonservatismus im 19. Jahrhundert“.
Von 1992 bis 1999 war Kandel Direktor der Gustav-Heinemann-Akademie in Freudenberg und wechselte 1999 als Referatsleiter für den Bereich „Interkultureller Dialog“ in das neu eröffnete Konferenz-Zentrum der FES nach Berlin-Tiergarten. Bis zu seiner Pensionierung am 30. November 2014 veranstaltete er zahlreiche wissenschaftlich-politische Tagungen, insbesondere zu den Themenbereichen „Integration, Migration, Religion und Politik“ und vor allem zum Islam in Deutschland. Zu diesem Schwerpunkt hat er zahlreiche Publikationen vorgelegt. Von 2006 bis 2009 war er Mitglied im Gesprächskreis „Sicherheit und Islamismus“ der Ersten Deutschen Islamkonferenz. Zwischen 2005 und 2012 organisierte er das von ihm gegründete „Berlin Forum für Progressive Muslims“, ein von der Friedrich-Ebert-Stiftung unterstütztes internationales Projekt, das darauf zielte, kritischen muslimischen Wissenschaftlern, Imamen, Organisationsvertretern und Medienmitarbeitern ein Forum zur offenen Debatte zu bieten und ihnen Kontakte zur deutschen Politik, Wissenschaft und Medien zu eröffnen.
In der Evangelischen Kirche wurde Kandel 2006 vom damaligen EKD-Ratsvorsitzenden, Bischof Wolfgang Huber, in die Ad-hoc-Kommission zur Erarbeitung einer sog. „Handreichung zum christlich-muslimischen Dialog“ berufen (erschienen 2006 unter dem Titel „Klarheit und gute Nachbarschaft“).
In der Einführung zu einer Tagung „Islamischer Antisemitismus und Islamophobie“ im Jahre 2008 betonte Kandel unterschiedliche Aspekte des Antisemitismus und der Islamfeindschaft. Mit Bezug auf Henryk Broder beschrieb er dabei den Antisemitismus als exklusive Judenfeindschaft, die nur sehr abstrakt und formal mit anderen Ideologien der Ungleichheit wie etwa Rassismus zu vergleichen sei. Dabei stelle sich die Frage, was unter dem Begriff Islamophobie verstanden wird und ob er parallel zu dem Begriff des Antisemitismus gebraucht werden könnte.

## Veröffentlichungen
Monographien
- Protestantischer Sozialkonservatismus im 19. Jahrhundert. Pfarrer Rudolf Todts Auseinandersetzung mit dem Sozialismus im Widerstreit der kirchlichen und politischen Lager. Bonn 1993. (Gekürzte Ausgabe der Dissertation von 1989)
- mit René Cuperus (Hrsg.): European Social Democracy. Transformation in Progress: Social democratic think tanks explore the magical return of Social Democracy in a liberal era. Amsterdam 1998.
- mit René Cuperus und Karl A. Duffek (Hrsg.): Multiple Third Ways. European Social Democracy facing the Twin revolution of Globalisation and Knowledge Society. Amsterdam / Berlin / Wien 2001.
- mit René Cuperus und Karl A. Duffek: The Challenge of Diversity. Multiculturalism and Civil Society. Wien 2003.
- Managing Diversity in a Civil Society. In: Reinhild Traitler (Hrsg.): In the Mirror of Your Eyes. Report of the European Project for Interreligious Learning. Zürich / Beirut 2004.
- Der Nordirland-Konflikt. Von seinen historischen Wurzeln bis zur Gegenwart. Bonn 2005, ISBN 3-8012-4153-X.
- mit Reinhard Hempelmann (Hrsg.): Religionen und Gewalt. Konflikt- und Friedenspotentiale in den Weltreligionen. (= Kirche-Konfession-Religion. Band 51). Göttingen 2006.
- Islamismus in Deutschland. Zwischen Panikmache und Naivität. Freiburg 2011, ISBN 978-3-451-30399-9.
- Streitkultur statt Harmonisierung. Eine kritische Bestandsaufnahme des christlich-muslimischen Dialogs. Verlag für Kultur und Wissenschaft, 2015, ISBN 978-3-86269-039-8.

Broschüren und Artikel (1978-2014, Auswahl)
- Auf dem Kopf und in dem Kopf. Der „Kopftuchstreit“ und die Muslime. (= Islam und Gesellschaft. Nr. 3). Berlin, 2005.
- Herausforderung Islamismus. In: Materialdienst. Zeitschrift für Religions- und Weltanschauungsfragen, hrsgg. von der Evangelischen Zentralstelle für Weltanschauungsfragen. H. 8/2005.
- „Dialog“ mit Muslimen – ein kritischer Zwischenruf. In: Hans Zehetmair (Hrsg.): Der Islam im Spannungsfeld von Konflikt und Dialog. Wiesbaden 2005, S. 321–333.
- Muslime in Deutschland zwischen Islamismus und Integration. In: Dieter Döring, Eduard J.M. Kroker (Hrsg.): Europa und der Islam. (= Königsteiner Forum. 2004). Frankfurt am Main 2006, S. 59–98.
- Die Ahmadiyya-Bewegung. Geschichte – Selbstverständnis – Einschätzung. In: Evangelische Zentralstelle für Weltanschauungsfragen (Hrsg.): Materialdienst. Zeitschrift für Religions- und Weltanschauungsfragen. H. 8/06.
- Wie reden wir über „den Islam“? Anmerkungen zur aktuellen Debatte. In: Evangelische Zentralstelle für Weltanschauungsfragen (Hrsg.): Materialdienst. Zeitschrift für Religions- und Weltanschauungsfragen. H. 3/07.
- Problemfelder im christlich-muslimischen Dialog. Die EKD-Handreichung „Klarheit und gute Nachbarschaft“ in der Diskussion. In: EZW-Texte. Nr. 194, Dezember 2007.
- „Evangelisch aus fundamentalem Grund“? Zur Kritik an der EKD-Handreichung zum christlich-islamischen Dialog. In: Evangelische Zentralstelle für Weltanschauungsfragen (Hrsg.): Materialdienst. Zeitschrift für Religions- und Weltanschauungsfragen. H. 1/2, 2008.
- Idealisierter Islam. Im Dialog mit den Muslimen sollten Christen auch kontroverse Themen ansprechen. In: Zeitzeichen. Evangelische Kommentare zu Religion und Gesellschaft. H. 5, Mai 2008.
- Islam und Demokratie (I). Zur „Islamischen Charta“. In: Evangelische Zentralstelle für Weltanschauungsfragen (Hrsg.): Materialdienst. Zeitschrift für Religions- und Weltanschauungsfragen. H. 10/2008.
- Islam und Demokratie (II). Zum Grundsatzpapier der „Schura Hamburg“. In: Evangelische Zentralstelle für Weltanschauungsfragen (Hrsg.): Materialdienst. Zeitschrift für Religions- und Weltanschauungsfragen. H. 11/2008.
- Weder Alarmismus noch Unbekümmertheit. Wie ‚islamistisch‘ ist der Islam hierzulande? In: Die unbekannte Religion. Muslime in Deutschland. Herder Korrespondenz Spezial, 2/2009.
- Glaube und Wahn. Eine Erwiderung auf Carolin Emcke. In: Die Zeit. Nr. 16, 15. April 2010.
- „Riegers Welt“. Die islamische Sekte der Murabitun und die Islamische Zeitung. In: Reinhard Hempelmann (Hrsg.): Religionsdifferenzen und Religionsdialoge. Festschrift – 50 Jahre EZW. (= EZW Texte. 210). Berlin 2010, S. 150–175.
- Gehört der Islam (geschichtlich) zu Deutschland? In: Evangelische Zentralstelle für Weltanschauungsfragen (Hrsg.): Materialdienst. Zeitschrift für Religions- und Weltanschauungsfragen. H. 6/2011.
- Wir haben die Kinder des Dschihad im eigenen Land. In: Focus. 15. August 2011, S. 38 f.
- Sozialdemokratie, Integration und Islam. In: perspektiven ds. 28. Jg., H. 2, 2011, S. 67–79.
- Empirische Forschungen zu Islam und Muslimen. Anmerkungen zur Muslim Studie des Bundesministeriums des Inneren 2012. In: Evangelische Zentralstelle für Weltanschauungsfragen (Hrsg.): Materialdienst. Zeitschrift für Religions- und Weltanschauungsfragen. H. 7/2012.
- „Islamfeindschaft“ und „Islamkritik“. Anmerkungen zur Studie „Mitte im Umbruch“ der Friedrich-Ebert-Stiftung (2012). In: Evangelische Zentralstelle für Weltanschauungsfragen (Hrsg.): Materialdienst. Zeitschrift für Religions- und Weltanschauungsfragen. H. 1/2013.
- Islam ohne Islamismus? In: Evangelische Zentralstelle für Weltanschauungsfragen (Hrsg.): Materialdienst. Zeitschrift für Religions- und Weltanschauungsfragen. H. 9/2013.